# Könneröd

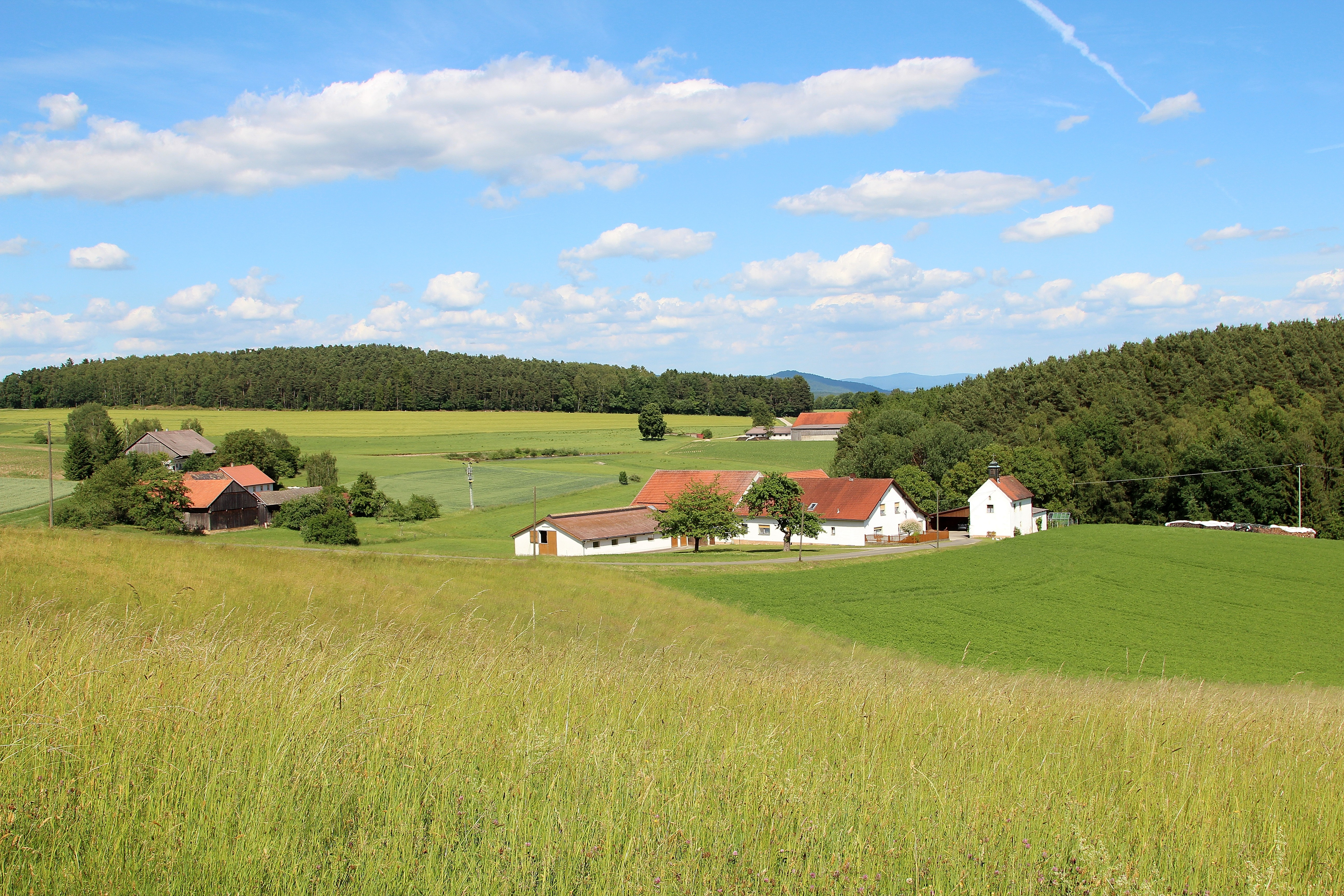
Könneröd (2017)

Könneröd ist ein Ortsteil der Stadt  Neunburg vorm Wald im Landkreis Schwandorf in Bayern.

## Geographie
Könneröd liegt circa sechs Kilometer südwestlich von Neunburg vorm Wald östlich der Staatsstraße 2398, die Neunburg vorm Wald mit der B 85 in Bodenwöhr verbindet.

## Geschichte
Der Name Könneröd leitet sich von Siedlung eines Kuno ab.
Am 23. März 1913 war Könneröd Teil der Pfarrei Penting, bestand aus drei Häusern und zählte 30 Einwohner.
Am 31. Dezember 1990 hatte Könneröd sieben Einwohner und gehörte zur Pfarrei Penting.